# Danish Christmas Show
Danish Christmas Show er et ridestævne med heste og ponyer, der foregår over tre eller fire weekender i november og december. Showet arrangeres af Danish Derby Horse Shows.
I år 2009 har der både været dressur og ridebanespringning til showet, som blev afholdt over fire weekender. Det er første gang, der har været dressur til showet. De tidligere år har der kun været spring til showet. Showet dannede desuden ramme for Baltic Cup-finalerne.